# Rheum officinale
Rheum officinale es una especie de planta de flores con rizoma perteneciente a la familia Polygonaceae nativa de Asia.

## Propiedades
Los órganos subterráneos (raíz y rizoma) y el tallo de  R. officinale son usados como laxante contra el estreñimiento (aunque en pequeñas dosis actúa como astringente debido a los taninos que posee), así como en la disolución de hematomas y erupciones de pus. Es una de las 50 hierbas fundamentales usadas en la medicina tradicional china donde se le conoce con el nombre chino de  yào yòng dà huáng (药用大黄), y también componente en Norteamérica de un remedio herbal llamado  Essiac tea.
En medicina popular R. officinale es usado en el tratamiento de la Hepatitis B.[2]

## Taxonomía
Rheum officinale fue descrita por Henri Ernest Baillon y publicado en Adansonia 10: 246. 1871.